# Draconus
Draconus — видеоигра, изначально разработанная для компьютеров Commodore 64, затем портированная на Atari 8-bit family и ZX Spectrum. Жанр игры можно отнести к action-adventure платформеру.

### Разработчики
Игра была разработана Cognito, дочерней компанией Zeppelin Games (сейчас Eutechnyx). Программисту Яну Коупленду было 22 года, когда он начал разрабатывать Draconus; данную игру он считал пиком своей карьеры. Музыку и звуки к игре создал Адам Гилмор. По его словам, музыка создавалась для другой игры, Corporation (издательства Activision). Но она настолько понравилась разработчику Кевину Франклину, что тот уговорил Гилмора использовать её в Draconus.

### Сюжет
Действие игры происходит на неизвестной планете, где правит существо Зверь-Тиран (Tyrant Beast). Основная цель игры — уничтожить это существо.
Для этого главному герою необходимо пройти через комплекс, полный ловушек и враждебно настроенных тварей. Падение на шипы, в воду, или с большой высоты приводит к мгновенной смерти. Контакт с врагами отнимает жизненную энергию, полное истощение которой также приводит к смерти.

### Игровая механика
Протагонистом является некто по имени Фрогнам (Frognum), ящероподобный герой, в котором сочетаются две сущности. Первая — собственно Фрогнам. Умеет ходить на двух ногах, прыгать, бить кулаком и извергать пламя. Запасы пламени истощаются, но их можно пополнять, собирая бонусы в виде амфор (Flask of Flame fluid).
Вторая сущность — Драконавт (Draconewt). В неё Фрогнам может трансформироваться после того, как найдет Спираль мистической трансформации (Mystical Morph Helix). Драконавт внешне похож на амфибию, но не может находиться на суше. Он плавает под водой и уничтожает врагов реактивной водяной струей, которая выглядит как пламя, извергаемое Фрогнамом.
Превращение Фрогнама в Драконавта, как и обратное превращение, возможно только в особых точках, где суша переходит в воду. В описании игры они называются Плиты трансформации (Morph slab).
Переход из локации в локацию в игре происходит без скроллинга, по методу флип-скрин. Когда герой подходит к краю экрана, локация меняется, а герой появляется с противоположной стороны.

### Предметы
Помимо описанных выше Flask of Flames и Mystical Morph Helix в игре можно найти:
- Щит демона (Demon Shield of Grom) — уменьшает количество энергии, отнимаемой при контакте с врагом. Также, получив этот артефакт, персонаж больше не разбивается при падении с большой высоты.
- Глаз Серекоса (Eye of Serekos) — позволяет обнаружить иллюзорные стены, которые выглядят как обычные, но сквозь них можно пройти и получить доступ в новые области.
- Жезл некроманта (Staff of Findol). Позволяет расширить арсенал Фрогнама заклинаниями, которые выглядят как сгустки энергии, летящей по синусоидной траектории.

Эти предметы нужны для прогресса в достижении главной цели — победить Зверя-Тирана и вернуть себе трон королевства.

### Враги
В игре разнообразные враги, отличающиеся внешним видом и поведением. Летучие мыши, гигантские крысы и морские змеи,
скачущие пузыри и шары с липким веществом. Некоторые умеют стрелять.

### Эксплойт
В игре существует недокументированная возможность обеспечить герою бесконечную энергию. Это можно сделать только в одной локации. Необходимо потерять последнюю часть энергии в момент трансформации Фрогнама в Драконавта, после чего раздается звук гибели персонажа. Но при этом трансформация завершается успешно. Драконавт оказывается под водой с нулевым уровнем энергии, и больше не получает повреждений от врагов. При этом попадание на шипы или падение в воду по прежнему приводит к мгновенной смерти героя и потере жизни.

### Рейтинги
Версия для Commodore 64 получила суммарную оценку 94 % в журнале Zzap!64.

Версия для ZX Spectrum получила 94 % в Sinclair User